# Nothing But a Breeze
| Recensione       | Giudizio |
| ---------------- | -------- |
| AllMusic         | [ 2 ]    |
| Robert Christgau | B        |

Nothing But a Breeze è il quinto album discografico di Jesse Winchester, pubblicato dall'etichetta discografica Bearsville Records nell'aprile del 1977.

## Tracce

### LP
Lato A
1. Nothing But a Breeze – 4:11 (Jesse Winchester)
2. My Songbird – 3:39 (Jesse Winchester)
3. Seems Like Only Yesterday – 3:02 (Stoney Edwards)
4. You Remember Me – 4:46 (Jesse Winchester)
5. Twigs and Seeds – 2:55 (Jesse Winchester)

Lato B
1. Gilding the Lily – 3:54 (Jesse Winchester)
2. Bowling Green – 4:41 (Jackie Ertel, Terry Slater)
3. Pourquoi m'aimes-tu pas? – 3:17 (Jesse Winchester)
4. It Takes a Young Girl – 3:16 (Ron Rose, Dave Rouner)
5. Rhumba Man – 3:30 (Jesse Winchester)

## Musicisti
- Jesse Winchester - voce, piano, chitarra, organo, marimba, vibrafono
- Bobby Cohen - chitarra, mandolino
- Ron Dann - chitarra pedal steel, dobro
- Marty Harris - basso
- Dave Lewis - batteria, percussioni

Altri musicisti
- Mickey Raphael - armonica
- Ricky Skaggs - fiddle, viola
- Tom Szczesniak - accordion
- Jon Clarke - recorder, sassofono
- James Burton - slide guitar (brano: Nothing But a Breeze)
- Glen D. Hardin - strumenti a corda (brani: My Songbird, Bowling Green e It Takes a Young Girl)
- Nick DeCaro - strumenti a corda (brano: You Remember Me)
- Emmylou Harris e Herb Pedersen - supporto vocale (brani: Nothing But a Breeze e My Songbird)
- Anne Murray e Herb Pedersen - supporto vocale (brano: Seems Like Only Yesterday)
- Anne Murray - supporto vocale (brano: You Remember Me)
- Dianne Brooks - supporto vocale (brano: Gilding the Lily)
- Nicolette Larson - supporto vocale (brani: Pourquoi m'aimes-tu pas? e Twigs and Seeds)

Note aggiuntive
- Brian Ahern - produttore (per la Happy Sack Productions)
- Registrazioni effettuate al Eastern Sound di Toronto, Canada
- Ken Friesen, Brian Ahern e Stuart Taylor - ingegneri delle registrazioni
- Sovraincisioni e mixaggio effettuato al The Enactron Truck
- Brian Ahern, Bradley Hartman, Ken Friesen, Stuart Taylor e Donivan Cowart - ingegneri del suono (al The Enactron Truck)
- Henry Vizcarra/Gribbitt! - art direction e design copertina album
- Peter Cunningham - foto copertina album[4]

## Classifica
Album
| Anno | Classifica    | Posizione raggiunta |
| ---- | ------------- | ------------------- |
| 1977 | Billboard 200 | 115                 |

Singoli
| Anno | Titolo del brano     | Classifica        | Posizione raggiunta |
| ---- | -------------------- | ----------------- | ------------------- |
| 1977 | Nothing But a Breeze | Billboard Hot 100 | 86                  |